# Club Deportivo Aguilares
El Club Deportivo Aguilares es una institución futbolística de la ciudad de Aguilares en la Provincia de Tucumán. Fue fundado el 18 de febrero de 1932 y se encuentra afiliado a la Liga Tucumana de Fútbol y participa en los torneos que esta realiza.
Participó en el Torneo del Interior 1988/89 correspondiente en ese momento a la tercera división y más recientemente del Torneo Argentino B, Torneo del Interior y Copa Argentina.
Con el Club Atlético Jorge Newbery protagonizan el clásico de la ciudad de Aguilares.

## Historia
El 18 de febrero de 1932  (hace 91 años) nace el club Deportivo Aguilares de la unión de dos clubes, el Club Atlético Jorge Newbery y el Unión Obrera. Sin embargo, en 1937 vuelven a separarse, aunque la facción que correspondería al antiguo club Unión Obrera mantuvo el nombre de Deportivo Aguilares. Su primer presidente fue Ramón Simón, quien también fue el primer intendente de Aguilares. El club Deportivo Aguilares y el Club Atlético Jorge Newbery protagonizan el clásico de la ciudad de Aguilares. La hinchada de deportivo aguilares esta principalmente formada por el barrio san jose, el barrio libertad, barrio independencia y el barrio villa nueva. El apodo del Club Deportivo Aguilares es El celeste por el color de su camiseta, aunque también es conocido como el Superdepo. Como todo club tucumano, el club tuvo gran dificultad inicial para construir su primer estadio. Este se levantó en un predio privado que se optimizó para la práctica deportiva. Sin embargo, dicho terreno sería expropiado por el gobierno para la construcción del Centro de la Salud de Aguilares. Jose Maldonado, un vecino de la localidad, donó un terreno para el club.
En el año 1934, el club adhirió a la Asociación Cultural Zona Sur, obteniendo el título de campeón ese mismo año. Se mantuvo en la Liga Tucumana del Sur hasta 1977 en donde por la unificación de la Federación Tucumana de Fútbol, la Asociación Cultural y la Liga Tucumana del Sud de fútbol en lo que fue la liga Tucumana del sud de fútbol.
En 2016 llegó a la final de la Liga Tucumana, pero cayó ante Atlético Tucumán. 

## Palmarés
| Competición                                            | Títulos                             | Subcampeonatos    |
| ------------------------------------------------------ | ----------------------------------- | ----------------- |
| Torneo Federal C (1/0)                                 | 2017.                               |                   |
| Liga Tucumana del Sud (5/3)                            | 1934, 1951, 1952, 1953, 1956, 1957. | 1954, 1967, 1969. |
| Liga Tucumana de Fútbol (0/3)                          |                                     | 2007, 2012, 2017. |
| Campeón de Ascenso de la Liga Tucumana de Fútbol (1/0) | 1994.                               |                   |
| Torneo del Interior (0/1)                              |                                     | 2012.             |